# Дом (фильм, 1986)
«Дом» — американский комедийный фильм ужасов 1986 года режиссёра Стива Майнера (также снявшего два сиквела «Пятницы 13-е» 1981 и 1982). Премьера фильма состоялась 27 февраля 1986 года. В США фильм собрал $19 444 631, из них в первый уик-энд проката $5 923 972.
Фильм со временем приобрел культовый статус и впоследствии положил начало киносериала, в рамках которого было снято ещё три фильма.

## Сюжет
Роджер Кобб — молодой и преуспевающий писатель ужасов, трудно переживает развод со своей женой-актрисой Сэнди, причиной развода стала пропажа их сына Джимми, которого в последний раз видели возле бассейна дома их тети Элизабет. Роджер также ветеран войны во Вьетнаме и решает написать свой следующий роман о тех временах, но его мучит воспоминание того, как он бросил своего раненого сослуживца «Большого» Бена, и того взяли в плен вьетнамцы и подвергли пыткам.
Тетя Элизабет кончает жизнь самоубийством в своем старинном особняке. Роджер решает переехать туда, чтобы в уединении написать роман. Вскоре он знакомится со своими соседями — добродушным Гарольдом и Таней. Сразу же Роджер замечает странности в особняке: ему слышаться голоса и является призрак тети, которая велит ему немедленно уезжать, после на Роджера нападает жуткое существо из шкафа. Далее писатель безуспешно пытается сфотографировать монстра, но шкаф оказывается пуст. Вскоре Роджер догадывается, что монстр появляется в шкафу ровно в полночь. Всем этим Роджер делится с Гарольдом, тот переживая за психическое состояние нового соседа, звонит его жене Сэнди. Она обещает заехать и проведать бывшего мужа.
Странности в особняке продолжаются. Чучело рыбы-меч, находящийся в гостиной, оживает и Роджер пытается застрелить рыбу, но на него нападают летающие садовые инструменты, Роджер запирает их в ванной. После к нему заходит Сэнди, чтобы проведать его, но это оказывается монстр и нападает, Роджер стреляет в монстра и видит труп своей бывшей жены. На звуки выстрелов приезжает полиция, но узнав писателя, они решают не выписывать ему повестку в суд и уезжают. Вскоре Роджер обнаруживает, что Сэнди пропала и начинает искать её. На него снова нападает монстр, но Роджер обезглавливает его ожившими садовыми ножницами, после закапывает останки в саду. Тем же днем Таня просит его посидеть с её сыном пару часов. Пока Роджер пытается напечатать роман, мальчика пытаются утащить призраки, но Роджер спасает его. Вечером возвращается Таня и забирает сына.

Ночью Роджер зовет Гарольда в дом, якобы, чтобы помочь ему поймать енота в его шкафу. Когда часы пробивают 12, из шкафа вырывается то существо и пытается утащить Роджера в другое измерение, которые представляются джунглями Вьетнама, там он видит раненого Большого Бена, пока его берут в плен враги, он клянется отомстить Роджеру за предательство. Роджеру удается вернуться назад. Уже наступает утро, он отводит подвыпившего Гарольда домой. Вскоре Роджер понимает, что все странности дома его тетя изображала в своих картинах, и видит на одной из них своего сына, который находится в зеркале в ванне. Зайдя в комнату, Роджер разбивает зеркало и находит портал в другое измерение. Он проникает туда и находит сына, заточенного в клетку. Роджер освобождает его и возвращает обратно в мир живых, где на них нападает призрак Большого Бена. Оказывается, именно Бен похитил Джимми в отместку за свою мучительную гибель. Начинается схватка и Бен берет Джимми в заложники и требует, чтоб Роджер покончил с собой. Но Роджер понимает, что его страх перед тем воспоминанием придает сил Бену, и, выхватив сына, подрывает призрак Бена гранатой. Дом начинает полыхать, в этот момент на такси приезжает Сэнди. Роджер и Джимми выходят из дома, и сын воссоединяется с матерью. 

## В ролях
- Уильям Кэтт — Роджер Кобб
- Кэй Ленц — Сэнди Синклейр
- Ричард Молл — «Большой» Бен
- Мэри Стэвин — Таня
- Майкл Энсайн — Чет Паркер
- Эрик Сильвер — Джимми
- Джордж Уэндт — Гарольд Гортон
- Сьюзэн Френч — тётя Элизабет Хупер
- Минди Стерлинг — женщина в книжном магазине
- Стивен Уильямс — полицейский

## Награды
- Кинофестиваль в Авориазе 1986 года — приз критики